# Pinilla del Valle
Pinilla del Valle – niewielka osada Hiszpanii we wspólnocie autonomicznej Madryt w dolinie Lozoya, 90 km na północ od Madrytu. Zajmuje ona wąski pas ciągnący się wzdłuż rzeki Lozoya. Jedną z atrakcji turystycznych jest Kościół San Miguel z XVI wieku.